# Kniaz Souvorov
Pour les articles homonymes, voir Souvorov (homonymie).
Le Kniaz Souvorov (en russe : Князь Суворов, littéralement : « Prince Souvorov ») est un cuirassé de la classe Borodino construit par le chantier naval de la Baltique à Saint-Pétersbourg pour la Marine impériale russe. Sa construction débuta en juillet 1901, son lancement eut lieu en septembre 1902, sa mise en service en septembre 1904. Ce cuirassé reçut le nom du célèbre général russe Alexandre Souvorov. Il prit part à la bataille de Tsushima le 27 mai 1905, au cours de laquelle il fut coulé.
En 1904, le Kniaz Souvorov fut placé sous le commandement du capitaine de 1er rang Vassili Vassilievitch Ignatsius (1854-1905)[réf. souhaitée]. Le cuirassé fut affecté dans la 2e escadre du Pacifique placé sous le commandement de l'amiral Zinovi Rojestvenski, il appartint au 1er détachement blindé. Lors de la bataille de Tsushima, le Kniaz Souvorov était le navire amiral de la 2e escadre du Pacifique.
Comme les navires de sa classe, le Kniaz Souvorov souffrait d'un trop haut centre de gravité et d'une surcharge. Les cuirassés de la classe Borodino furent les derniers bâtiments de guerre de ce type, un nouveau modèle de cuirassés voyant le jour dont le HMS Dreadnought fut le prototype (il est considéré comme la base de tous les cuirassés du XXe siècle). 
Le Kniaz Souvorov ne fit presque pas d'essais en mer. Lancé en septembre 1904, il reçut son affection pour l'Extrême-Orient en octobre 1904 : en conséquence, son équipage ne possédait aucune expérience sur ce bâtiment.

## Historique
Le Kniaz Souvorov servit dans la Marine impériale de Russie à peine neuf mois. Il prit part à une revue navale en présence de Nicolas II. 
Afin de renforcer la flotte d'Extrême-Orient, le 15 octobre 1904, le Kniaz Souvorov quitta la Russie en compagnie d'autres bâtiments de guerre également affectés dans le 2e escadron du Pacifique. L'Angleterre ayant fermé le canal de Suez aux Russes, l'escadre fut contrainte de faire le tour de l'Afrique pour passer dans l'océan Indien. Ajouté à de multiples incidents (incident du Dogger Bank, nuit du 21 octobre au 22 octobre 1904), le 2e escadron mit 8 mois pour rallier sa zone d'affectation, et une partie de la garnison russe de Port-Arthur capitula le 2 janvier 1905, avant son arrivée.
La perte du port, l'une des principales bases d'opérations navales russes, réduisit à néant le projet consistant à réunir la 1re escadre et la 2e escadre du Pacifique. La 2e escadre russe prit donc la décision de rallier le port de Vladivostok destiné à devenir la nouvelle base de la flotte russe. En raison du manque de charbon et de ravitaillement, l'amiral Zinovi Petrovitch Rojestvenski opta pour la route de la Corée passant près de l'île de Tsushima, chemin le plus court mais également le plus dangereux. Ralentie par les cuirassés côtiers et le navire hôpital, la 2e escadre du Pacifique progressait à une vitesse de 10 nœuds.

### Bataille de Tsushima
Au matin du 27 mai 1905, la flotte russe fut repérée par des bâtiments de guerre japonais. À 14 h 5, le Kniaz Souvorov ouvrit le feu à une distance de 8 000 à 9 000 mètres. Les Japonais répondirent immédiatement aux tirs russes. La flotte japonaise concentra ses tirs sur le Kniaz Souvorov et l’Osliabia : à bord de ce dernier flottait encore le pavillon de l'amiral Dmitri Gustavovitch von Fölkersahm, décédé depuis trois jours. Se méprenant sur le véritable statut du navire amiral Osliabia, les Japonais concentrèrent leurs tirs sur ce cuirassé, qui fut coulé à 15 h 15.
Puis les Japonais manœuvrèrent pour se présenter perpendiculairement à la ligne de bataille russe (barrer le T). La distance entre les navires se réduisit à 3 500 mètres, de telle sorte que le blindage put être perforé. Dès le début du combat, le Kniaz Souvorov subit de graves dommages et un incendie se déclara à bord. Munis des quelques armes en état de fonctionner, les marins continuèrent le combat, mais le Kniaz Souvorov, trop endommagé ne put être sauvé : torpillé, il coula à 19 h 20. Au cours de la bataille, l'amiral Rojestvenski fut blessé.

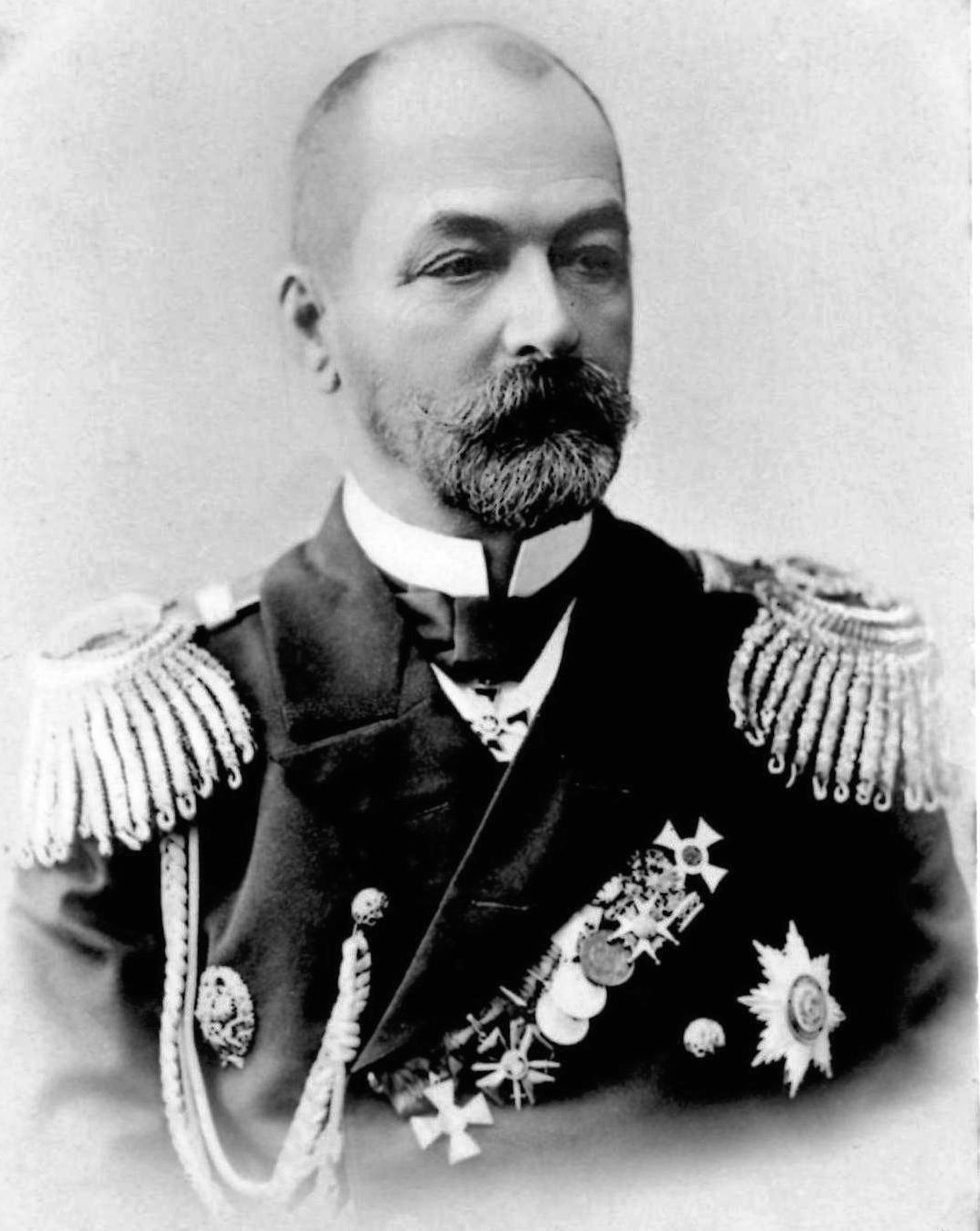
Amiral Zinovi P. Rojestvenski

## Liste des officiers et des marins tués lors de la bataille
- Mouilleur de mines capitaine 2e rang Pavel Pavlovitch Makelonchine
- Officier d'artillerie colonel Fedir Arkadievitch Bersenev
- Lieutenant Evgueni Sventorjetsky
- Lieutenant Sergueï Sverbeïev
- Lieutenant Alexeï Novosiltsev
- Officier adjudant prince Georges Rostomovitch Tsereteli
- Officier adjudant Vladimir Kozakiewicz
- Ingénieur mécanicien colonel Leonid Nikolaïevitch Stratanovitch
- Assistant ingénieur naval Evgueni Sigismoundovitch Politovsky
- Capitaine 1er rang et commandant du Kniaz Suvorov Vassili Vassilievitch Ignatsius
- Capitaine de 2e rang Andreï Makelonchine
- Vérificateur lieutenant Piotr I. Ornatov
- Mouilleur de mines lieutenant Nikolaï Ivanovitch Bogdanov
- Officier d'artillerie lieutenant Piotr V. Vladimirsky
- Lieutenant Alexandre A. Prokhorov
- Adjudant Nikolaï Ilitch Koulnev
- Officier de navigation lieutenant Vladimir Zotov
- Adjudant Mikhaïl S. Krajewski
- Lieutenant Anatoli Redkine
- Lieutenant Boris Arsenievitch Dantchitch
- Adjudant-chef, Alexandre A. Floro
- Officier de quart adjudant Vladimir Fomine
- Officier de quart adjudant Boris Chichkine
- Officier de quart adjudant Georgy Ivanovitch Joukovski
- Officier de quart adjudant Dmitry Golovnine
- Officier de quart Werner von Kursel
- Mécanicien de bord Boris V. Vernander
- Mécanicien de bord adjoint Pavel Stepanovitch Fediouchine
- Mécanicien de bord adjoint R. Heinrich Krimmer
- Mécanicien de bord adjoint Sergueï Mitrofanovitch Malyguine
- Mécanicien de bord Nikolaï White
- Mécanicien de bord adjoint Georg Gottliebovitch Hirburger
- Médecin de bord Alexandre Mitrofanovitch Nadeïne
- Médecin assistant de bord Apollon M. Matavkine
- Maître de chapelle luthérien Friedrich Dietsch
- Aumônier orthodoxe du Kniaz Souvorov le Père hiéromoine Nazaire